# Seleção Francesa de Futebol de Areia
A Seleção Francesa de Futebol de Areia representa as França em amistosos e torneios oficiais de futebol de areia (ou beach soccer).

## Títulos
| Mundiais     | Mundiais           | Mundiais | Mundiais |
|              | Competição         | Vezes    | Ano      |
| ------------ | ------------------ | -------- | -------- |
|              | Copa do Mundo FIFA | 1        | 2015     |
| Continentais |                    |          |          |
|              | Competição         | Vezes    | Ano      |
|              | Liga Europeia      | 1        | 2004     |

## Jogadores
Correto em julho de 2012:
Nota: Bandeiras indicam equipe nacional, conforme definido pelas regras de elegibilidade da FIFA. Os jogadores podem ter mais de uma nacionalidade não-FIFA.
| N.º |  | Posição | Jogador           |
| --- |  | ------- | ----------------- |
| 1   |  | G       | Robin Gasset      |
| 2   |  | D       | Julien Soares     |
| 4   |  | D       | Jmarc Edouard     |
| 5   |  | D       | Didier Samoun     |
| 6   |  | D       | Anthony Fayos     |
| 7   |  | M       | Jérémy Basquaise  |
| 8   |  | M       | Stéphane François |

| N.º |  | Posição | Jogador                 |
| --- |  | ------- | ----------------------- |
| 9   |  | A       | Mickael Pagis (Capitão) |
| 10  |  | A       | Jeremy Bru              |
| 11  |  | A       | Romain Tossem           |
| 12  |  | D       | Anthony Mendy           |
| 14  |  | A       | Frédéric Mendy          |
| 16  |  | G       | Denis Fort              |